# Uomini & donne - Istruzioni per l'uso
Uomini & donne - Istruzioni per l'uso (Hommes, femmes, mode d'emploi) è un film del 1996 diretto da Claude Lelouch con Alessandra Martines, Anouk Aimée, Bernard Tapie, Fabrice Luchini e Pierre Arditi.
Il film ha segnato l'esordio come attore di Bernard Tapie, noto imprenditore transalpino. Nelle pellicola vengono narrate diverse vicende ambientate a Parigi. Protagonisti sono un poliziotto, un industriale e una dottoressa. Un altro medico e numerosi personaggi minori, fra i quali due artisti di strada, arricchiscono il cast.